# Inger Miller
Inger Miller (Los Angeles, 12 juni 1972) is een voormalig atleet uit de Verenigde Staten van Amerika. Miller is een dochter van Lennox Miller.
Op de Olympische Zomerspelen in 1996 liep Miller de 200 meter en de 4x100 meter estafette. Op de estafette behaalde ze met het Amerikaanse team de gouden medaille.
Ook op de Wereldkampioenschappen atletiek 1997 liep het Amerikaanse estafetteteam naar goud op de 4x100 meter.
Op de Wereldkampioenschappen atletiek 1999 werd Miller wereldkampioen op de 200 meter.
- World Athletics: 14317013

1983 Marita Koch ·
1987 Silke Gladisch ·
1991 Katrin Krabbe ·
1993 Merlene Ottey ·
1995 Merlene Ottey ·
1997 Zjanna Block ·
1999 Inger Miller ·
2001 Debbie Ferguson ·
2003 Anastasia Kapatsjinskaja ·
2005 Allyson Felix ·
2007 Allyson Felix ·
2009 Allyson Felix ·
2011 Veronica Campbell-Brown ·
2013 Shelly-Ann Fraser-Pryce ·
2015 Dafne Schippers ·
2017 Dafne Schippers ·
2019 Dina Asher-Smith ·
2022 Shericka Jackson ·
2023 Shericka Jackson
1983 Gladisch, Koch, Auerswald, Göhr · 
1987 Brown, Williams, Griffith-Joyner, Marshall · 
1991 Duhaney, Cuthbert, McDonald, Ottey · 
1993 Bogoslovskaja, Maltsjoegina, Voronova, Privalova · 
1995 Mondie-Milner, Guidry-White, Gaines, Torrence · 
1997 Gaines, Jones, Miller, Devers · 
1999 Fynes, Sturrup, Davis-Thompson, Ferguson · 
2001 Paschke, G. Rockmeier, B. Rockmeier, Wagner · 
2003 Girard, Hurtis-Houairi, Félix, Arron · 
2005 Daigle, Lee, Barber, Williams · 
2007 Williams, Felix, Barber, Edwards · 
2009 Facey, Fraser, Bailey, Stewart · 
2011 Knight, Felix, Myers, Jeter · 
2013 Russell, Stewart, Calvert, Fraser-Pryce · 
2015 Campbell-Brown, Morrison, Thompson, Fraser-Pryce · 
2017 Brown, Felix, Akinosun, Bowie · 
2019 Whyte, Fraser-Pryce, Smith, Jackson · 
2022 Jefferson, Steiner, Prandini, Terry · 
2023 Davis, Terry, Thomas, Richardson
1928: Rosenfeld, Smith, Bell, Cook ·
1932: Carew, Furtsch, Rogers, Von Bremen ·
1936: Bland, Rogers, Robinson, Stephens ·
1948: Stad-de Jong, Witziers-Timmer, van der Kade-Koudijs, Blankers-Koen ·
1952: Faggs, Jones, Moreau, Hardy ·
1956: Strickland, Croker, Mellor, Cuthbert ·
1960: Hudson, Williams, Jones, Rudolph ·
1964: Ciepły, Kirszenstein, Górecka, Kłobukowska ·
1968: Ferrell, Bailes, Netter, Tyus ·
1972: Krause, Mickler-Becker, Richter, Rosendahl ·
1976: Oelsner, Stecher, Bodendorf, Eckert ·
1980: Müller, Wöckel, Auerswald, Göhr ·
1984: Brown, Bolden, Cheeseborough, Ashford ·
1988: Brown, Echols, Griffith-Joyner, Ashford ·
1992: Ashford, Jones, Guidry, Torrence ·
1996: Devers, Miller, Gaines, Torrence ·
2000: Fynes, Sturrup, Davis, Ferguson ·
2004: Lawrence, Simpson, Bailey, Campbell ·
2008: Borlée, Mariën, Ouédraogo, Gevaert ·
2012: Madison, Felix, Knight, Jeter ·
2016: Madison, Felix, Gardner, Bowie ·
2020: Williams, Thompson-Herah, Fraser-Pryce, Jackson ·
2024: Jefferson, Terry, Thomas, Richardson